# Resos

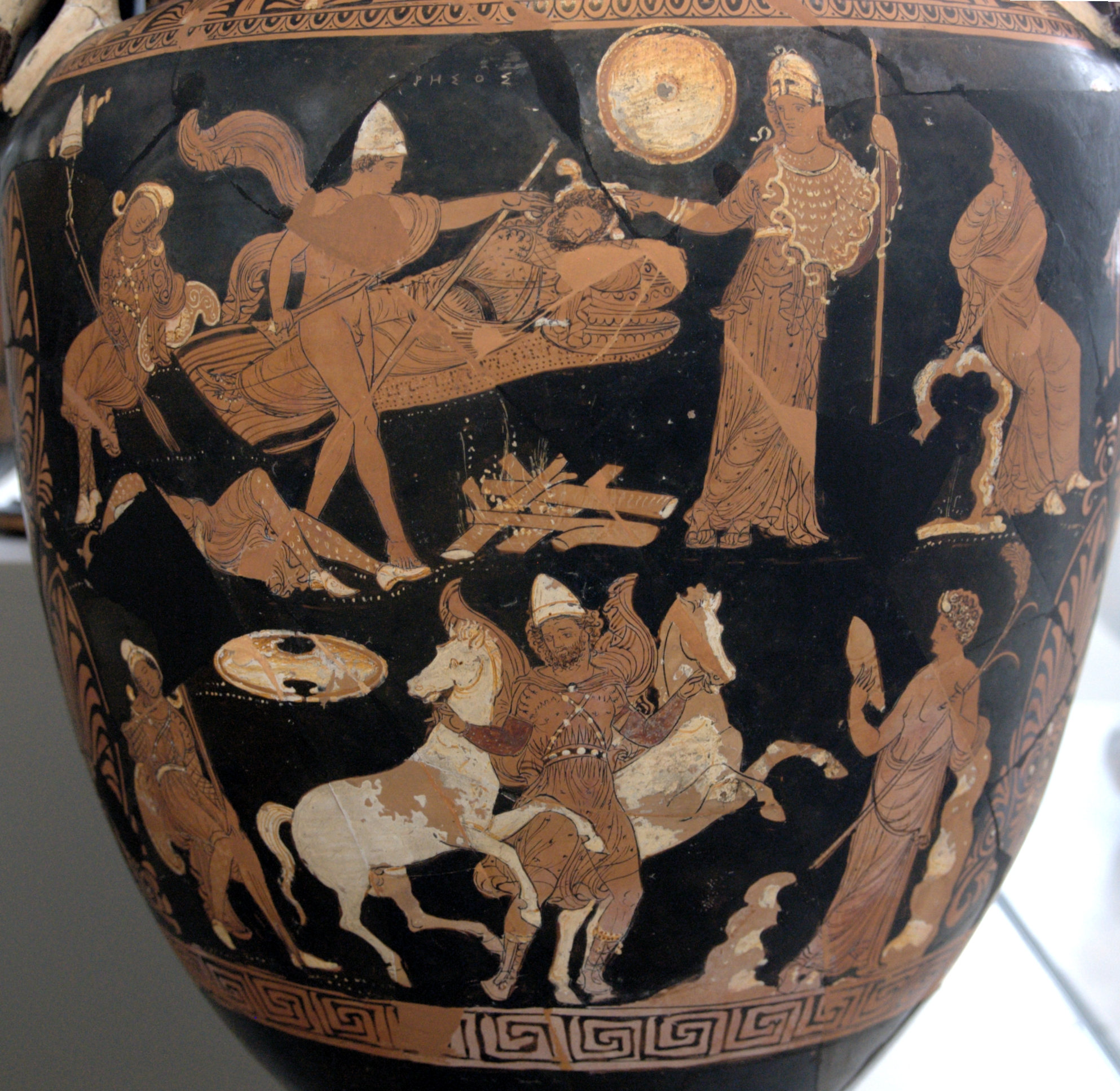
Diomedes i Odisseu amb els cavalls de Resos, a qui acaben de matar

Resos (en grec antic Ῥῆσος), va ser, en la mitologia grega, un rei de Tràcia, fill d'Eioneu, segons Homer, o del deu-riu Estrímon i de la musa Clio (o de Terpsícore, o d'Euterpe, o de Cal·líope) segons els autors posteriors. S'alià amb Príam durant la guerra de Troia.
Resos era famós pels seus cavalls, blancs com la neu i extraordinàriament veloços. Va acudir a ajudar els troians al desè any de la guerra, però només hi va lluitar un dia durant el qual va fer una extraordinària matança de grecs. Un oracle havia predit que podria salvar Troia si els seus cavalls bevien aigua de l'Escamandre i pasturaven als camps de l'entorn. Estava disposat a dur-los-hi, però Ulisses i Diomedes, coneixedors del vaticini i induïts per Hera, aconseguiren arribar de nit al seu campament i, després de matar Resos i els seus companys, s'apoderaren dels cavalls.